# 간디노

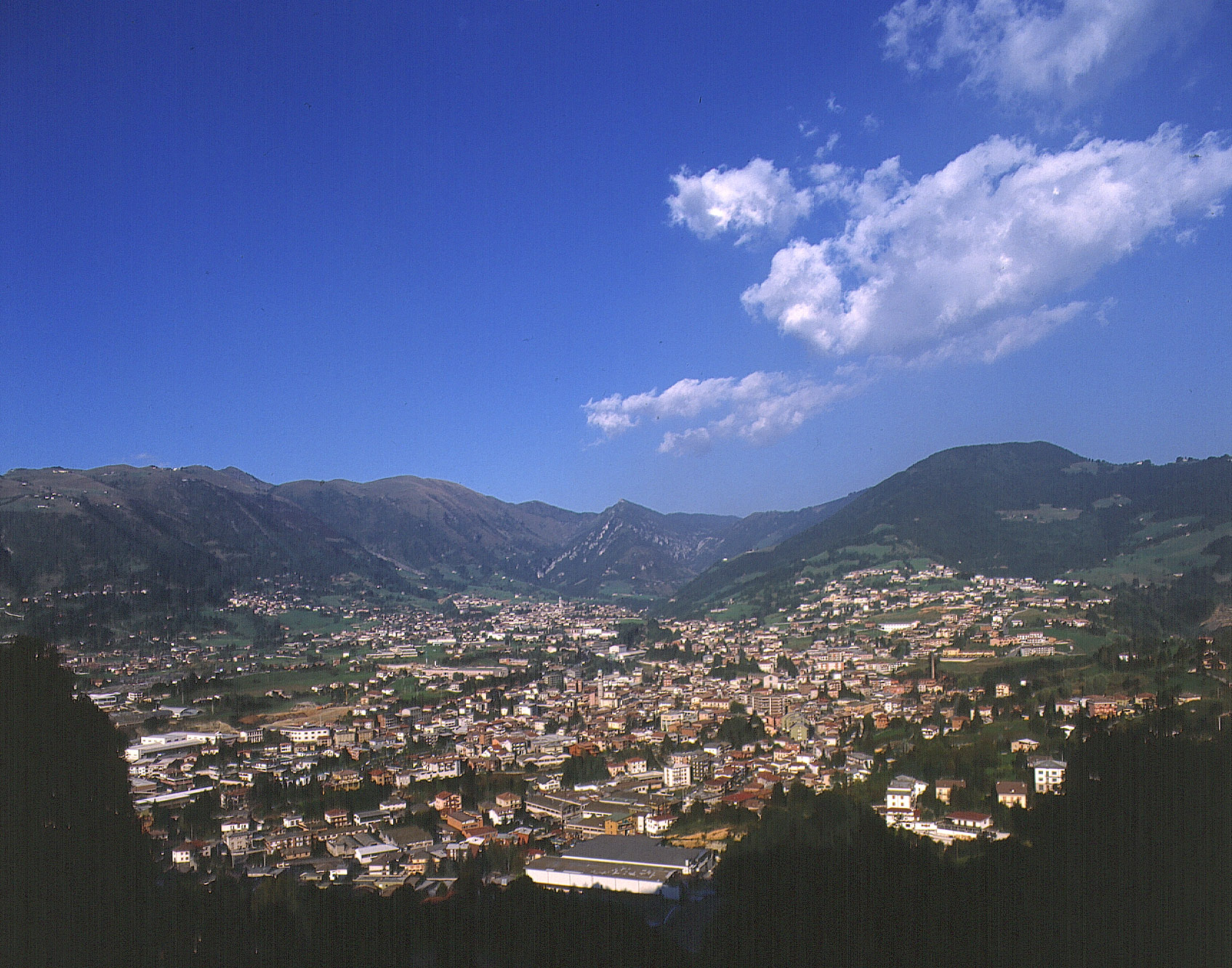

간디노(이탈리아어: Gandino)는 이탈리아 롬바르디아주 베르가모도의 코무네이다. 밀라노에서 북동쪽으로 약 70킬로미터 지점, 베르가모에서 북동쪽으로 약 20킬로미터 지점에 위치해 있다.
간디노는 레페를 포함한 여러 지방 자치체를 경계에 두고 있다.
총 면적은 29.1 제곱 킬로미터, 고도는 553미터이다. 2017년 4월 30일 기준 인구 수는 5,423명이다.